# Aminofosfonato
Los aminofosfonatos o ácidos aminofosfónicos son análogos estructurales bioisósteros de los aminoácidos. Derivan de la sustitución alostérica del grupo carboxilato (que es plano) por el fosfonato (que es tetraédrico y mucho más voluminoso). Esta diferencia es la que los hace tan peculiares desde el punto de vista químico/bioquímico.  Actuando como antagonistas de aminoácidos, inhiben las enzimas involucradas en el metabolismo de los aminoácidos y, por lo tanto, afectan la actividad fisiológica de la célula. Estos efectos pueden ejercerse como antibacterianos, reguladores del crecimiento de las plantas o neuromoduladores. Pueden actuar como ligandos, y los complejos de metales pesados con aminofosfonatos han tenido aplicaciones médicas investigadas. Los fosfonatos son más difíciles de hidrolizar que los fosfatos. Otros derivados también interesantes son los aminosulfonatos, que también serían análogos estructurales a los aminoácidos, pero por sustitución del grupo carboxilato por un grupo sulfonato. Un compuesto muy conocido de los aminosulfonatos es la taurina, un ácido β-aminosulfónico.
Es posible aislar, a partir de productos naturales, diferentes ácidos aminofosfónicos, aminofosfínicos y aminofosfonosos, bien sea en su forma libre como perteneciendo a moléculas más complejas.
Es bien sabido que los α-aminoácidos son componentes básicos de la vida y han encontrado una aplicación más amplia en la química orgánica, bioorgánica y medicinal, así como en otras áreas relacionadas. Sin embargo, el uso de péptidos en el descubrimiento de fármacos tiene algunos problemas, principalmente relacionados con su inestabilidad metabólica y problemas de biodisponibilidad. Por lo tanto, no es sorprendente que estén disponibles numerosos análogos de aminoácidos y péptidos (los llamados peptidomiméticos). Los principios de su diseño incluyen homologación (por ejemplo, β-aminoácidos), restricción conformacional, que introduce uno o más átomos de flúor o reemplazos isostéricos.

## Síntesis
Los aminofosfonatos a menudo se preparan por hidrofosfonilación, generalmente la condensación de iminas y ácido fosforoso. La síntesis más clásica es la de la reacción de Kabachnik–Fields. Se trata de una reacción tricomponente en la que se hace reaccionar un compuesto carbonílico (aldehído o cetona) con amoniaco o una amina para dar la correspondiente sal de imonio. Esta sal se hace reaccionar con un compuesto hidrofosforilado (un fosfito por ejemplo), de manera que se produce un ataque del átomo de fósforo al de carbono tipo imina y, tras acidificación, se forma el correspondiente aminofosfonato. Existen diversas variaciones de esta síntesis, pero la base es la misma.
Los aminofosfonatos a menudo se preparan mediante la condensación de iminas y ácido fosforoso (reacción de Pudovik). Más comúnmente, se emplean los ésteres de ácido fosforoso, por ejemplo, difenilfosfito o dietilfosfito. Tomando una imina genérica (RCH=NR') que reaccione con dietilfosfito, obtenemos la reacción de Pudovik clásica:
{\displaystyle {\ce {RCH=NR' + (EtO)2P(O)H -> (EtO)2P(O)CHR-NHR'}}}
En la reacción de Pudovik o la reacción de Kabachnik–Fields, se emplean los ésteres del ácido fosforoso, por ejemplo, el difenilfosfito. Debido a que estos compuestos son de interés farmacéutico, se han desarrollado métodos para inducir estas adiciones de forma asimétrica.

## Usos y propiedades
Tanto los ácidos aminofosfónicos naturales como los que se obtienen por síntesis, así como sus correspondientes ésteres y pequeños péptidos, muestran una amplia gama de actividad biológica, como inhibidores de enzimas (al ser tan similares a los aminoácidos, las enzimas llegan a confundirlos, y al no poseer el carboxilato, bloquean el sitio activo de la enzima), potentes antibióticos, antitumorales, herbicidas. Pueden actuar como ligandos, y los complejos de metales pesados con aminofosfonatos han sido investigados en aplicaciones médicas. Además, los fosfonatos son más difíciles de hidrolizar que los fosfatos..

## Ejemplos

Ácido aminometilfosfónico, el aminofosfonato más simple posible.
Glifosato, un herbicida común.
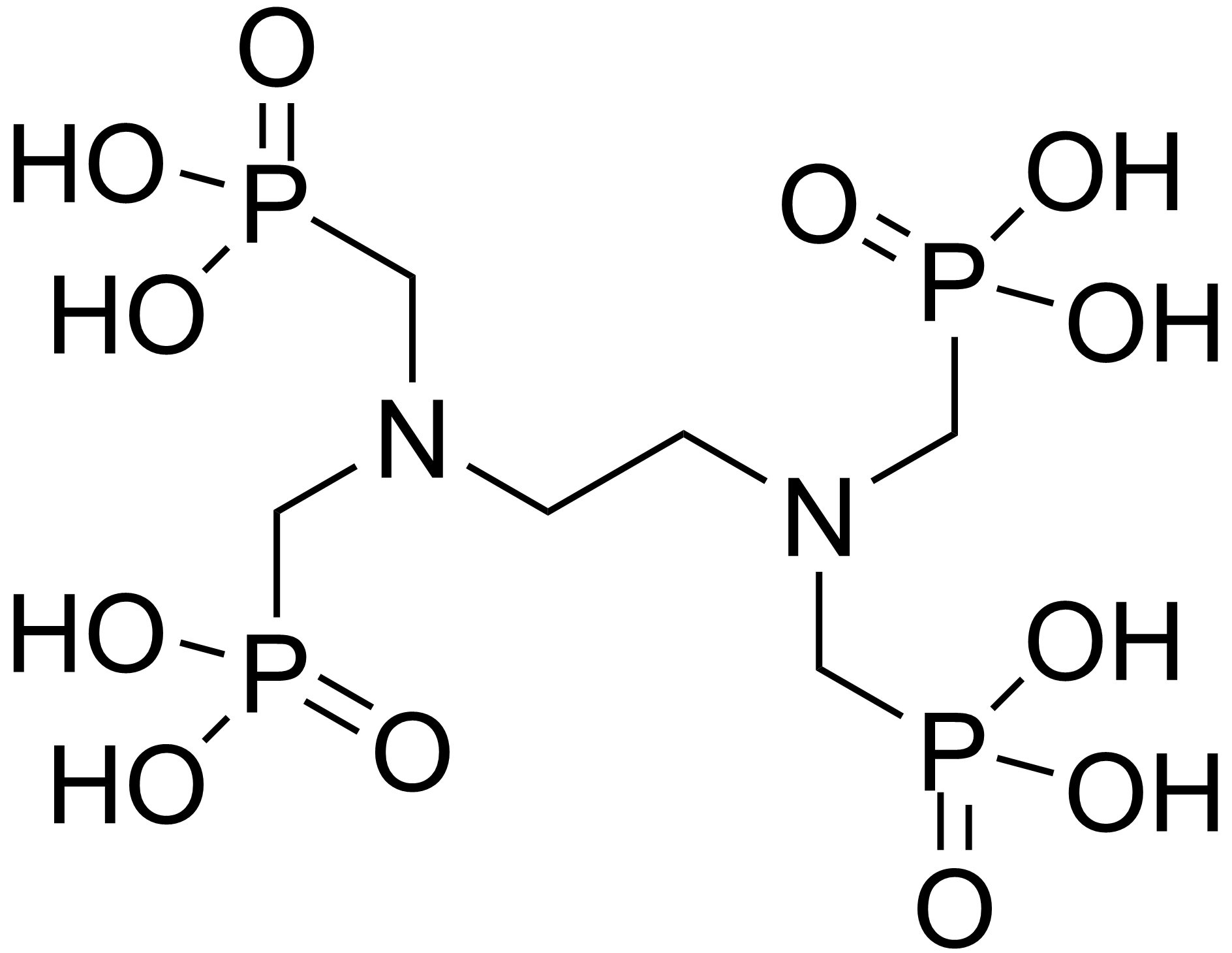
EDTMP, un agente quelante. El complejo 153Sm (Quadramet) se usa en el tratamiento del cáncer